# شارل آوریون
شارل آوریون (فرانسوی: Charles Avrillon‎) دوچرخه‌سوار اهل فرانسه است. وی در بازی‌های المپیک تابستانی ۱۹۰۸ شرکت کرده است.